# Norddeutsche Eisenbahngesellschaft Niebüll
Die Norddeutsche Eisenbahn Niebüll GmbH – kurz neg – ist ein im Eisenbahnverkehr tätiges Unternehmen. Sitz ist Niebüll in Schleswig-Holstein. Seit 2022 ist sie ein Tochterunternehmen der US-amerikanischen Railroad Development Corporation (RDC) und der Chemins de Fer Luxembourgeois (CFL).

## Geschichte
Als Vorläufer der heutigen neg wurde 1895 die Kleinbahn Niebüll-Dagebüll oHG gegründet, welche 1927 zu Kleinbahn Niebüll-Dagebüll AG umfirmiert wurde. 1964 erfolgte ein Wechsel zu Nordfriesische Verkehrsbetriebe AG (NVAG). Die heutige neg wurde 2004 als neg Niebüll GmbH erschaffen, damals eine 100%ige Tochter der CFL.
Die neg betrieb zunächst nur Güterverkehr im Bereich Uetersen–Tornesch. Am 1. Januar 2004 kam Schienenpersonennahverkehr hinzu, als sie den Betrieb der Strecke Niebüll–Dagebüll von der insolventen Nordfriesischen Verkehrsbetriebe AG übernahm. Im Juli 2004 gründete sie das Tochterunternehmen Dansk Jernbane ApS (DJ) in Dänemark, um dort im Güterverkehr aktiv zu sein.
Im März 2020 erfolgte eine Umfirmierung zu Norddeutsche Eisenbahn Niebüll GmbH.
Im Februar 2022 übernahm die Railroad Development Corporation (RDC) rückwirkend zum 1. Januar 2022 eine 74,9 % Mehrheit der Anteile an der neg, ein Anteil von 25,1 % verbleibt bei der CFL.

## Strecken

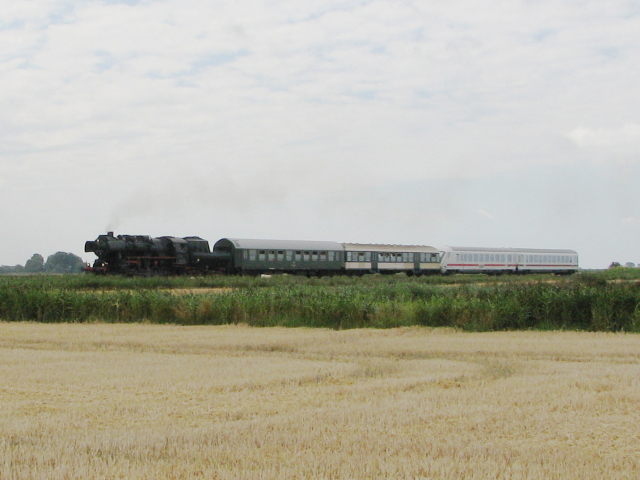
Von einer Dampflok gezogener Zug auf der Fahrt von Dagebüll nach Niebüll (IC-Kurswagen am Zugende)

Die Eisenbahngesellschaft betreibt folgende Bahnstrecken als Eisenbahninfrastrukturunternehmen:
- Niebüll neg – Dagebüll Mole
- Niebüll DB – Bundesgrenze bei Tønder
- Tornesch–Uetersen

Sie betreibt außerdem Gleisanlagen in Neumünster und auf Sylt.

## Personenverkehr

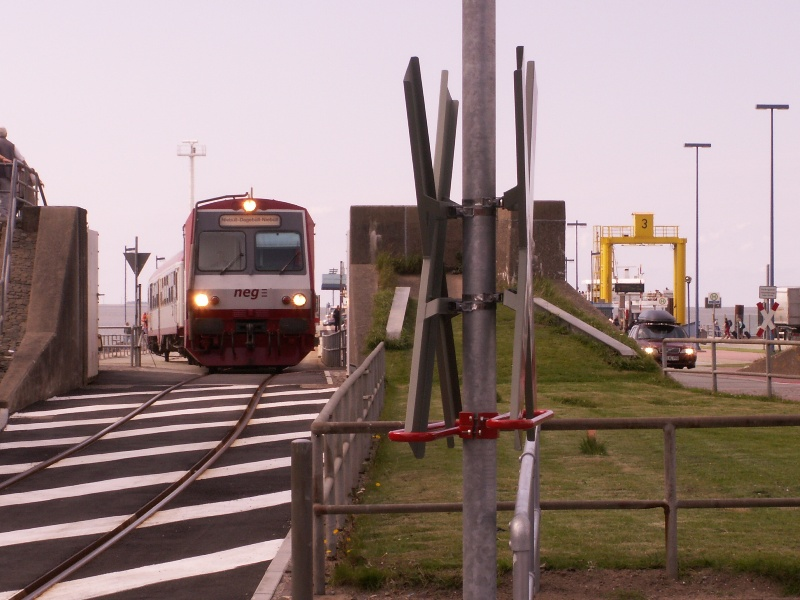
Ein Zug der neg passiert das Fluttor im Dagebüller Hafendeich.

Auf der Strecke Niebüll–Dagebüll betreibt die neg regelmäßigen Personenverkehr, abgestimmt auf die An- und Abfahrtszeiten der Fähren nach Föhr und Amrum und den Fernverkehr der Deutschen Bahn (DB). In den Sommermonaten verkehren einige Züge mit Kurswagen, die in Niebüll an den Intercity gekuppelt werden.
Für die Zeit von Februar 2011 bis Dezember 2025 erhielt die neg Ende August 2013 einen Verkehrsvertrag und übernimmt damit weiterhin die Verkehre während dieser Zeit mit einem Umfang von 92.000 Zugkilometern jährlich.
Der Personenverkehr auf der Verbindung von Niebüll über Tondern nach Esbjerg wird nach einer Ausschreibung gemeinsam mit Arriva Tog A/S betrieben. Von 2010 bis 2023 bestand hier eine durchgehende Verbindung; seitdem muss man wieder in Tondern von der neg zur Arriva bzw. umgekehrt umsteigen.

## Fahrzeuge
Für den Personenverkehr verfügt die neg über mehrere Triebwagen, darunter den T4, der 1995 von den Jenbacher Werken gebaut wurde. Er entspricht weitgehend den ÖBB 5047. Außerdem wurden zwei Doppel-Triebwagen, zum einen der VT71 (Baureihe 629) zum anderen der VT 505/506 (zwei Motorwagen der Baureihe 628 gekoppelt), von der DB erworben. Da einer dieser Triebzüge defekt ist, wurden 2021 ein weiterer 629 und je ein Triebzug der Baureihe 628 von der DB und der evb erworben, deren Motorwagen zu einer neuen Einheit gekuppelt wurden.